# 122 km (rejon oriechowsko-zujewski)
122 km (ros. 122 км) – przystanek kolejowy w pobliżu miejscowości Likino-Dulowo, w rejonie oriechowsko-zujewskim, w obwodzie moskiewskim, w Rosji. Położony jest na Wielkim Pierścieniu Kolei Moskiewskiej.
Na wysokości przystanku tory dwutorowej linii biegną rozdzielnie. Perony są od siebie oddalone o ok. 380 m w linii prostej.

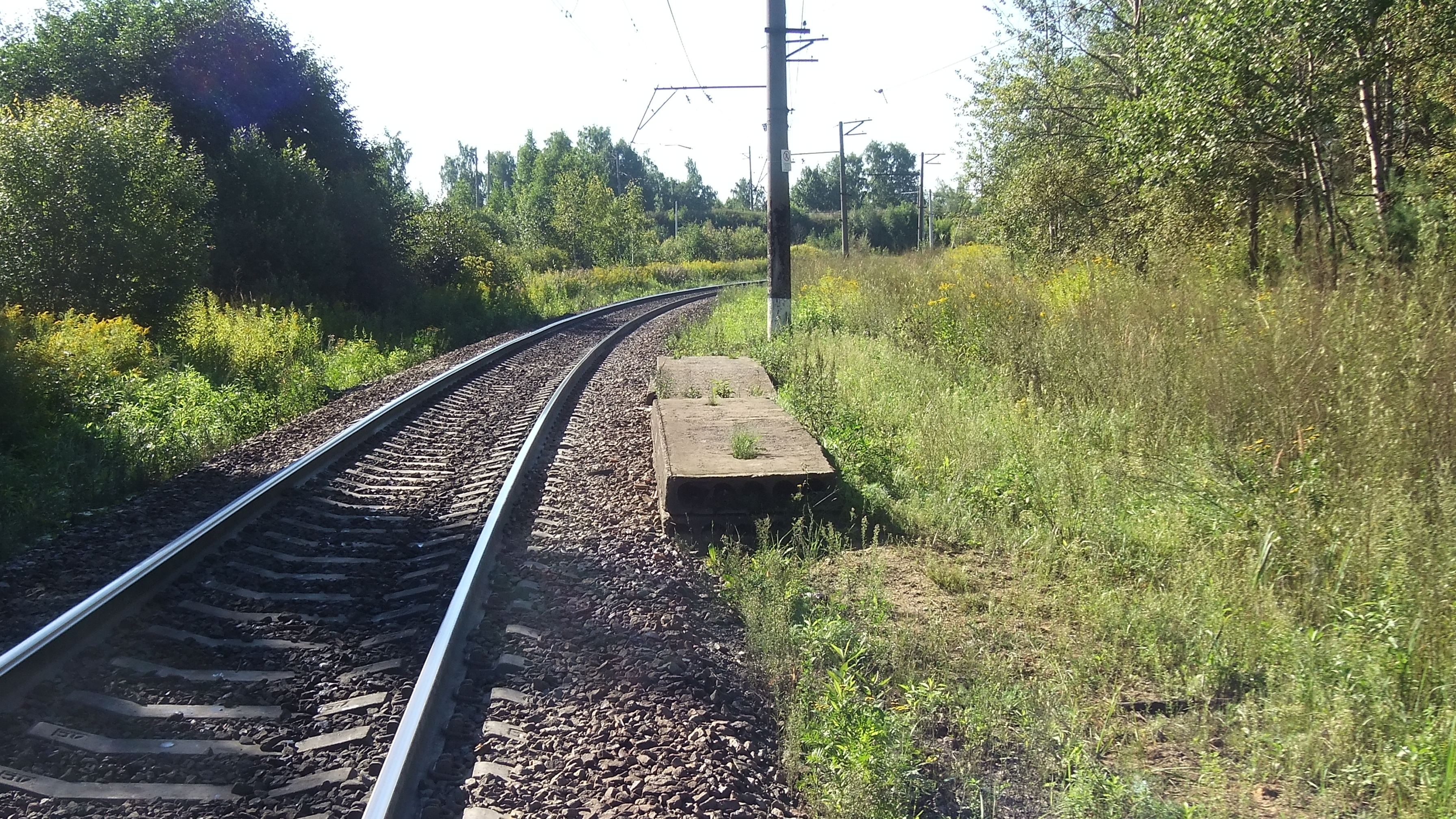
peron zachodni; widok w stronę Kurowskajej